# 1099 Фігнерія
1099 Фігнерія (1099 Figneria) — астероїд головного поясу, відкритий 13 вересня 1928 року.
Тіссеранів параметр щодо Юпітера — 3,107. 
Астероїд названо на честь революціонерки Віри Фігнер.